# Orlando (häst)
Orlando, född 1841, död okänt år, var ett engelskt fullblod, mest känd för att ha segrat i Epsom Derby (1844), samt för att ha varit ledande avelshingst i Storbritannien och Irland (1851, 1854, 1858).

## Bakgrund
Orlando var en brun hingst efter Touchstone och under Vulture (efter Langar). Han föddes upp och ägdes av Jonathan Peel. Han tränades under sin tävlingskarriär av W. Cooper.
Orlando startade 12 gånger under sin tävlingskarriär och tog 10 segrar. Han tog karriärens största segrar i July Stakes (1843) och Epsom Derby (1844).

## Karriär
Orlando gjorde tävlingsdebut som tvååring, och tog en av sina största segrar i July Stakes på Newmarket Racecourse. Han reds oftast av Nat Flatman, och tillsammans med Flatman slutade han tvåa i Epsom Derby 1844, men tilldelades förstaplatsen efter att det framkommit att segrande "Running Rein" i verkligheten var en fyraåring vid namn Maccabeus som sprang under Running Reins namn.

### Som avelshingst
Orlando stod uppstallad som avelshingst vid Jonathan Peels stuteri fram till augusti 1851, då Peel sålde honom till Charles Greville. Orlando blev ledande avelshingst i Storbritannien och Irland tre gånger, 1851, 1854 och 1858. Han var tvåa och/eller trea på avelshingstlistan sju gånger mellan 1853 och 1861. Sammanlagt blev han far till 352 hästar som vann totalt 797 löp, inklusive fyra klassiska löpningar. Teddington segrade i Epsom Derby (1851), och Fazzoletto, Diophantus och Fitz-Roland segrade i 2000 Guineas. Hans dotter, Imperieuse segrade i St Leger Stakes och 1000 Guineas, och blev mor till Deliane som segrade i Prix de Diane i Frankrike.
Orlando var även farfar till Ruthless, som segrade i första upplagan av Belmont Stakes i USA 1867. Hon är ett av endast tre ston som någonsin segrat i löpet.